# ABC Motors
ABC Motors Ltd (All British (engine) Company) era un'azienda metalmeccanica britannica specializzata nella costruzione di automobili, motori aeronautici, aerei,  e motociclette
Fondata da Ronald Charteris ad Hersham, nel Surrey, nel 1912, il suo capo progettista è stato il giovane e talentuoso Granville Bradshaw. L'azienda venne assorbita nella Vickers nel 1951 continuando l'attività fino agli anni settanta prima della sua definitiva chiusura. Benché lo stabilimento sia inutilizzato alcuni dei locali sopravvivono oggi come parte della Trading Estate Hersham e sono occupati dalla casa editrice Ian Allan.

## Produzione
Durante la prima guerra mondiale, la produzione di motori ABC ad uso aeronautico del tipo radiale a cilindri radiali rotativi era tecnologicamente molto avanzata per il periodo tanto da ipotizzare per l'azienda uno sviluppo veramente promettente; tuttavia tutti i modelli si rivelarono afflitti da problemi più o meno seri e benché alcuni velivoli destinati ai Royal Flying Corps e poi alla Royal Air Force, tra i quali il promettente ma deludente Dragonfly, fossero stati progettati attorno agli ingombri e prestazioni dei motori ABC, nessuno di questi venne utilizzato in servizio.
L'ABC produsse inoltre un gran numero di motori destinati ad equipaggiare gruppi elettrogeni ed altre varie apparecchiature, in prevalenza dei bicilindrici boxer dotati di un insolito sistema di distribuzione a valvola con funzioni sia di aspirazione che di scarico. Questi motori, per le loro ridotte dimensioni, vennero valutati per fungere da APU, potenziale primo utilizzo di questa particolarità tecnica, sui dirigibili di Classe Coastal, unità a disposizione del Royal Naval Air Service (RNAS) varati per la prima volta nel 1916, che grazie alla potenza espressa di 1,5 hp unita ad un motore elettrico avrebbe provveduto ad alimentare alcune apparecchiature di bordo. Una simile soluzione venne utilizzata per alimentare il proiettore da ricerca installato sul Supermarine Nighthawk 'Zeppelin killer' del 1917.

### Motori per aereo

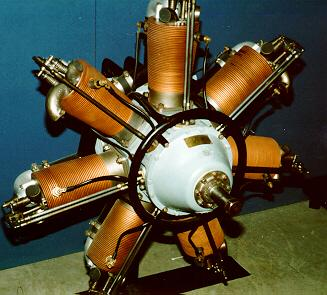
Il motore Wasp.

- ABC 8 hp (1923)
- ABC 30 hp (1912)
- ABC 60 hp (1912)
- ABC 100 hp (1912)
- ABC Dragonfly (1918)
- ABC Gadfly (1920)
- ABC Gnat (1916)
- ABC Mosquito (1916)
- ABC Hornet (1929)
- ABC Scorpion (1923)
- ABC Wasp (1918)

### Aeroplani

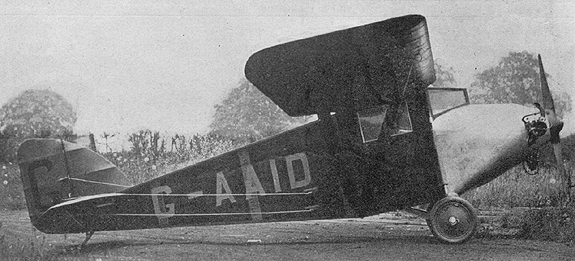
L'ABC Robin.

- ABC Robin

### Automobili

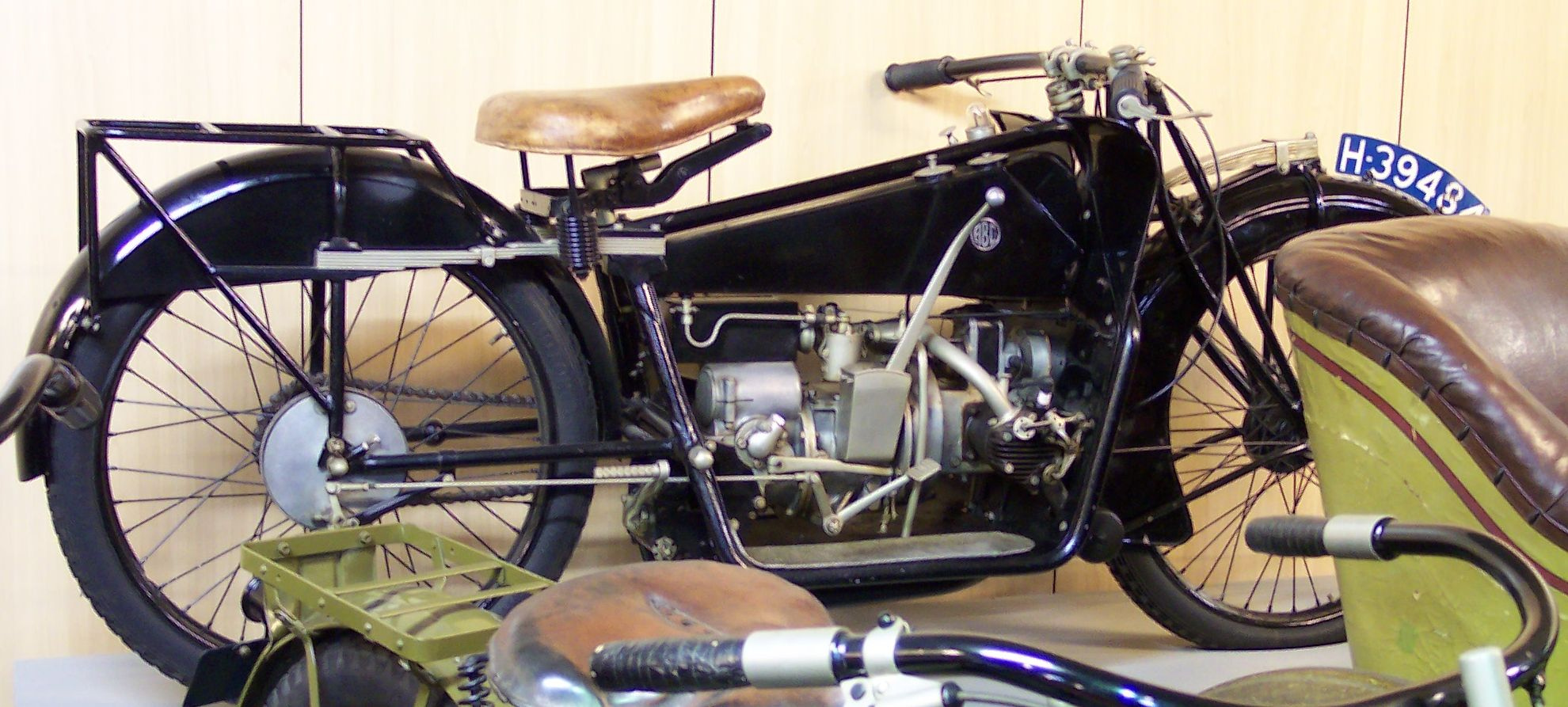
Una motocicletta ABC

- ABC
- ABC Supersports

### Motociclette
- ABC Skootamota
- ABC Motorcycle